# Mickaël Ménétrier
 (janvier 2016).
Si vous disposez d'ouvrages ou d'articles de référence ou si vous connaissez des sites web de qualité traitant du thème abordé ici, merci de compléter l'article en donnant les références utiles à sa vérifiabilité et en les liant à la section « Notes et références ».
Michaël Ménétrier est un footballeur français né le 23 septembre 1978 à Reims. Il joue au poste de gardien de but.

## Biographie
En 1997, Il est champion de France de CFA avec le FC Metz, 
lors de la saison 2004-2005, il est, de nouveau, champion de France de CFA avec l'US Boulogne.
En juin 2007, il signe en faveur de l'AS Cherbourg puis part au FC Istres lors de l'été 2008 en devenant champion de France de National. L'année suivante, il effectue 20 matchs en Ligue 2 avec le club provençal.

## Carrière
- 1994-2000 : FC Metz  France
- 2000-2002 : Bournemouth AFC  Angleterre
- 2002-2003 : Royal Excelsior Virton  Belgique
- 2003-2007 : US Boulogne  France
- 2007-2008 : AS Cherbourg  France
- 2008-2012 : FC Istres  France
- 2012-2014 : F91 Dudelange  Luxembourg[1]
- 2014-2016 : RFC Union Luxembourg  Luxembourg